# Farsø
Farsø ist eine dänische Ortschaft mit 3407 Einwohnern (Stand 1. Januar 2023) im westlichen Himmerland. Die Ortschaft ist seit der Kommunalreform 2007 Bestandteil der Vesthimmerlands Kommune in der Region Nordjylland. Zuvor war sie Hauptort der Farsø Kommune im Amt Nordjütland.
Farsø liegt knapp 12 km nordöstlich von Hvalpsund, 13 km westlich von Aars, 25 km südlich von Løgstør und etwa 35 km nordwestlich von Hobro.

## Vorgeschichte
In Farsø und in der Nähe von Næsby wurden Ritualgräber gefunden und in Næsby zwischen 2009 und 2011 ausgegraben. Der tote Reiter, bei dem es sich möglicherweise um einen Adligen handelte, wurde in einer Kammer begraben. Um die Kammer befand sich eine Umzäunung von mehr als 100 m². Es ist möglich, dass es sich um ein Haus handelt, das über dem Grab errichtet wurde. Durch die Untersuchung des Bereichs um den Stadtgraben kamen etwa 20 Gräber zutage, ein kleines Bootsgrab, Kammergräber, einige reiche Wagengräber und weniger bemerkenswerte.

## Söhne und Töchter der Stadt
- Johannes V. Jensen (1873–1950), Schriftsteller
- Thit Jensen (1876–1957), Schriftstellerin
- Christian Ulrik Hansen (1921–1944), Widerstandskämpfer gegen den Nationalsozialismus
- Torsten Schack Pedersen (* 1976), Politiker
- Line Sigvardsen Jensen (* 1991), Fußballspielerin